# Chó Wool Salish
Chó Wool Salish, còn được gọi Chó Comox là một giống chó hiện đã tuyệt chủng với ngoại hình là một giống chó trắng, lông dài, đuôi cuộn được phát triển và nuôi dưỡng bởi những người bản địa, hiện nay là vùng Washington và British Columbia.
Chó Wool Salish có thể là loài chó Bắc Mỹ thời tiền sử duy nhất được phát triển bởi việc chăn nuôi thực sự. Giống chó có kích thước nhỏ, lông dài và chó làng giống chó sói được cố tình duy trì như những quần thể riêng biệt. Những con chó được nuôi thành đàn khoảng 12 đến 20 con và được cho ăn cá hồi sống và thức ăn nấu chín là chủ yếu. Để giữ cho giống chó này đúng kiểu và màu trắng ưa thích, chó Wool Salish đã bị giam giữ trên các hòn đảo và trong các hang động có cổng.
Bộ lông của chó Wool Salish được đánh giá cao vì đã tạo ra những chiếc chăn "Salish" nổi tiếng và hiếm hoi, vì những người Salish không có lông cừu và lông dê núi hoang dã rất khó để thu thập. Những con chó bị cắt lông như cừu vào tháng Năm hoặc tháng Sáu. Lông chó thường được trộn lẫn với lông cừu núi, lông vũ và sợi thực vật để thay đổi chất lượng sợi và mở rộng việc cung cấp chất xơ.

## Các số đo
+ Tổng chiều dài hộp sọ: 162,0 mm (6,38 inch)
+ Chiều dài hộp sọ Condylobasal: 154,6 mm (6,09 in)
+ Xương đùi: 154,3 mm (6,07 in)
+ Xương cẳng chân: 150,0 mm (5,91 inch)
+ Xương cánh tay: 143,5 mm (5,65 in)
+ Xương quay: 136,0 mm (5,35 in)
+ Xương trụ: 157,5 mm (6,20 in)
+ Chiều dài từ vai khi chó đứng: 44 cm (17 in)